# Ocvirki
Ocvírki (ednina ocvírek) so vrsta jedi iz svinjine, oziroma iz svinjske kože. V kovinski posodi se kosi slanine in mastnega mesa kuhajo. Pri kuhanju se mast raztopi in odcedi, majhni kosi mesa in maščobe pa se pražijo in sušijo. 
Ocvirki se lahko jedo topli z mesom ali pa se servirajo hladni kot prigrizek.